# Грамматеус, Генрих
Генрих Грамма́теус (лат. Henricus Grammateus) или Генрих Шра́йбер, также Шре́йбер (нем. Heinrich Schreiber или нем. Schreyber) (около 1492, Эрфурт — зима 1525 или 1526, Вена) — немецкий математик и теоретик музыки. 

## Биография
В венских документах 1507 года упоминается как Henricus Scriptor Erfordensis. В 1514-17 годах учился в университете Кракова (получил степень магистра), после чего вернулся в Вену, где занимал должности законника и преподавал. В области математики Генрих Грамматеус занимался квадратными и биномными уравнениями. В 1518 году в Вене опубликовал свой самый известный труд «Ayn new künstlich Buch». В дополнении к нему, озаглавленном «Arithmetica applicirt oder gezogen auff die edel Kunst musica», дал расчёт монохорда путём деления октавы на 10 полутонов одинаковой величины и двух равных полутонов чуть меньшей (но также одинаковой) величины, что даёт повод считать этого учёного одним из первых исследователей (установившейся в музыке гораздо позже) равномерной темперации.
Среди учеников Генриха Грамматеуса — математик Кристоф Рудольф (1499-1545), который ввёл в употребление символ корня "√".

## Труды

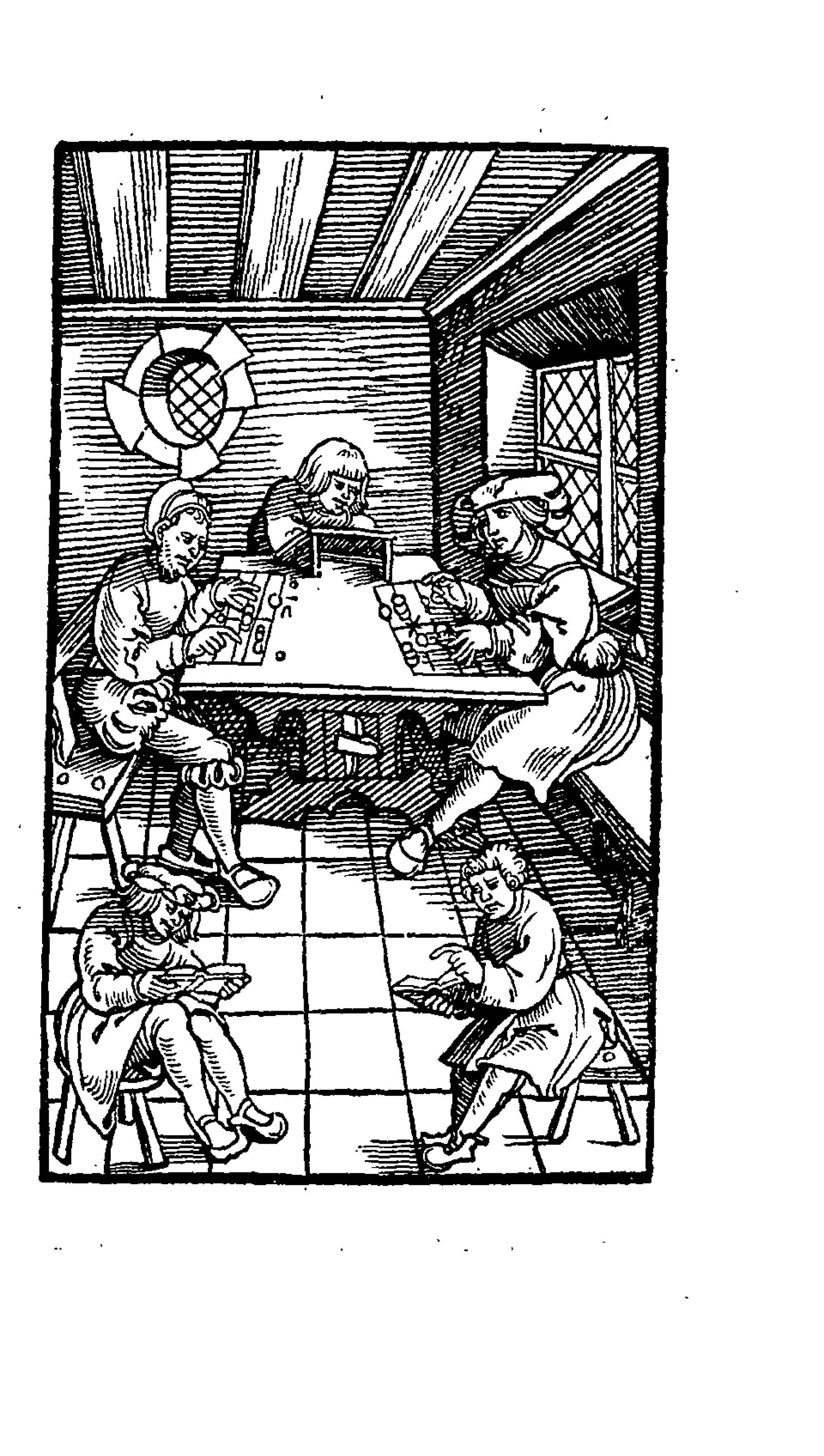
Иллюстрация из книги Г. Грамматеуса «Ayn new kunstlich Buech» (1521). На гравюре изображены счетоводы (бухгалтеры), двое из которых производят вычисления на абаке

- Algorithmus proportionum una cum monochordi generalis dyatonici compositione, pub. Volfgangvm De Argentina. Cracoviae, 1514; 1523.
- Libellus de compositione regularum pro vasorum mensuratione. Deque arte ista tota theoreticae et practicae. Vindobonae, 1518.
- Ayn new kunstlich Buech welches gar gewiß vnd behend lernet nach der gemainen regel Detre <...> (написан в Вене, 1518). Nürnberg, около 1521.
- Behend vnnd khunstlich Rechnung nach der Regel vnd welhisch practic mit sambt zueberaittung <...> [s.l.], 1521.
- Eynn kurtz newe Rechenn vnnd Uisyr buechleynn. [s.l.], 1523.
- Eyn new künstlich behend vnd gewiß Rechenbüchlin avff alle Kauffmanschafft gericht. [s.l.], 1535; 1544; (Rechenbüchlin künstlich behend und gewiß auff alle kauffmanschafft gericht. Nach <...> proportion des gesangs in Diatonio auszutheilen monochordum) Franckfurt am Meyn, 1572.
- Ein kunstreich vnd behendt Instrument zu wissen am tag bey der Sonnen vnd in der nacht durch die Stern. Nürnberg: Hieronymus Höltzel, 1522; [s.l.], 1549.

### Книги Г. Грамматеуса: факсимиле изданий XVI века
- Libellus de compositione regularum pro vasorum mensuratione (1518)
- Behend vnnd khunstlich Rechnung (1521)
- Ayn new kunstlich Buech (1521)
- Eynn kurtz newe Rechenn vnnd Uisyr buechleynn (1523)
- Rechenbüchlin künstlich behend und gewiß auff alle kauffmanschafft (1572) (экземпляр Баварской библиотеки)
- Rechenbüchlin künstlich behend und gewiß auff alle kauffmanschafft (1572) (экземпляр Дрезденской библиотеки)